# Masaka (Iringa)
Masaka ist ein Verwaltungsbezirk (englisch Ward) des Distrikts Iringa in der tansanischen Region Iringa.

## Geografie
Masaka liegt im südlichen Hochland von Tansania südwestlich der Regionshauptstadt Iringa. Der Bezirk grenzt im Norden an Ulanda im Nordosten an Kalenga, im Osten an Mseke, im Süden an Mgama, im Südwesten an Lumuli und im Westen an Maboga. Bei der Volkszählung 2022 lebten 5631 Menschen in 1496 Haushalten auf einer Fläche von 122 Quadratkilometern.

## Gliederung
Der Bezirk besteht aus drei Gemeinden (swahili Mtaa) mit 17 Orten (Kitongoji):
| Kaning'ombe - Kasanga - Maduma - Kitipwi - Myombwe - Kidegemsitu - Sekuse - Mduma | Sadani - Sadani A - Sadani B - Mkamila - Itubugu - Isele | Makota - Lihuu - Mangula A - Mangula B - Itikangombwe - Mpwapwa |

## Infrastruktur
- Bildung: Die Mseke Secondary School ist eine staatliche weiterführende Schule für Tagesschüler bis zur 4. Stufe.[7]
- Gesundheit: In der Gemeinde Kaning'ombe befindet sich eine von der römisch-katholischen Kirche geführte Apotheke.[8]